# KiREI
KiREI（キレイ）は、日本の女性アイドルグループである。2018年11月に結成。2021年9月18日解散。

## 概要
「全てを綺麗に！」をテーマに自分の内面、外見はもとより全世界全てが綺麗になって欲しいという大きな気持ちと、その為の行動をする者達が集まったアイドルグループである。
「お掃除ユニット 東京CLEAR'S SMILE」・「SPRING CHUBIT」・「Astarisk」の3組が同時に解散・合流し、2018年11月5日に結成された。
その後、新メンバー・研修生を加え、2021年6月現在5名で活動している。

## 略歴
2018年
- 11月01日、「お掃除ユニット 東京CLEAR'S SMILE」・「SPRING CHUBIT」・「Astarisk」の3組合同解散ライブが開催され、その場で新ユニット「KiREI」の結成が発表される。
- 11月05日、「KiREI」結成ライブが開催される。

2019年
- 03月09日、タイ・バンコクで開催の「Siamdol Festival 2019」に出演[1][2]。
- 05月03日、横浜開港記念みなと祭 国際仮装行列内の「ヨコハマカワイイパレード」に参加、先頭を務める。
- 05月05日、横浜開港記念みなと祭ヨコハマカワイイパークに出演。
- 07月26日-28日、マレーシア・クアラルンプールで開催の「Japan Expo Malaysia 2019[3]」に出演。
- 10月05日、タイ・バンコクで開催の「mini TIF in Bangkok Vol.1」に出演[4][5]。

## メンバー
チームカラー：ホワイト
| 名前 （よみ）                   | 愛称                  | 誕生日                 | 活動開始時期                  | イメージカラー | 備考                                                                                           |
| ------------------------------- | --------------------- | ---------------------- | ----------------------------- | -------------- | ---------------------------------------------------------------------------------------------- |
| 春瀬 ゆみ （はるせ ゆみ）       | ゆみみん              | 1996年12月19日（28歳） | 初期メンバー                  | イエロー       | リーダー 元「SPRING CHUBIT」。元「SEVEN4」兼任。 2016第7回ミスヤングチャンピオンファイナリスト |
| 星野 みお （ほしの みお）       | みおたん              | 1995年10月6日（29歳）  | 初期メンバー                  | ライトブルー   | 副リーダー 元「お掃除ユニット 東京CLEAR'S SMILE」。元「ぷれもにぃ」兼任。現「Lanan（ラナン）」 |
| みやでら みほ （みやでら みほ） | ちょりちゃん          | 1994年8月9日（30歳）   | 初期メンバー                  | レッド         | 元「お掃除ユニット 東京CLEAR'S SMILE」。                                                       |
| 天音 利梛 （あまね りな）       | りなてぃ              | 1994年6月1日（31歳）   | 初期メンバー                  | ライトピンク   | 元「お掃除ユニット 東京CLEAR'S SMILE」。                                                       |
| 菅家 ゆい （かんけ ゆい）       | ゆぴちゃん・ ゆぴまる | 2000年1月4日（25歳）   | 2019年7月研修生 2020年1月昇格 | ライトパープル | 元「PrincessGarden-姫庭-」。元「ぷれもにぃ」兼任。KiREI解散をもって芸能界引退。                |

- 卒業したメンバー

| 名前 （よみ）                   | 愛称         | 活動開始時期                   | 活動停止時期 | 備考                                                                                                |
| ------------------------------- | ------------ | ------------------------------ | ------------ | --------------------------------------------------------------------------------------------------- |
| 山本 咲希 （やまもと さき）     | さきちゃん   | 初期メンバー                   | 2019年1月    | 元「お掃除ユニット 東京CLEAR'S SMILE」                                                              |
| 田中 はな （たなか はな）       | はなぴー     | 初期メンバー                   | 2019年9月    | 元「お掃除ユニット 東京CLEAR'S SMILE」                                                              |
| 多城 日菜 （たしろ ひな）       | ひなてん     | 初期メンバー                   | 2019年10月   | 元「Astarisk」、元「サンプリングガールズ」、 元「ダブルエース」、元「SEVEN4」兼任                   |
| 陽向 あいみ （ひなた あいみ）   | あいみ姫     | 初期メンバー                   | 2019年11月   | 元「Astarisk」、元「サンプリングガールズ」、 元「ダブルエース」、元「SEVEN4」兼任                   |
| 乙川 杏珠 （おとかわ あんじゅ） | うーたん     | 初期メンバー                   | 2019年11月   | 元「Astarisk」、元「サンプリングガールズ」、元「SEVEN4」兼任                                        |
| 小林 千草 （こばやし ちぐさ）   | ちぐちゃん   | 2019年7月研修生                | 2019年11月   | 元「代々木女子音楽院」、現・葵千草                                                                  |
| 小夏 心愛 （こなつ みあ）       | みあにゃん   | 初期メンバー                   | 2019年12月   | 元「お掃除ユニット 東京CLEAR'S SMILE」、 現「花いろはfromワンダーウィード」葵井ここあ(あおいここあ) |
| 河村 夏愛 （かわむら かな）     | きゃーちゃん | 初期メンバー                   |              | 元「SPRING CHUBIT」                                                                                 |
| 小峰 夢李 （こみね ゆり）       | ゆりぽん     | 初期メンバー                   | 2020年7月    | 副リーダー 元「お掃除ユニット 東京CLEAR'S SMILE」。                                                 |
| 南 杏果 （みなみ きょうか）     | きょーちゃん | 2018年11月研修生 2019年2月昇格 | 2020年7月    | |
| 波妃 美咲 （なみき みさき）     | みーちゃん   | 2019年1月研修生 2019年9月昇格  | 2020年10月   | 現「SeedS/PISTIL」メンバー                                                                          |
| 森岳 亜弥 （もりたけ あや）     | あーや       | 2018年11月研修生 2019年2月昇格 | 2020年11月   | 現「SeedS/PISTIL」リーダー                                                                          |

## 定期ライブ
- KiREI木曜定期ライブ　月例、ワンマンライブ、渋谷Glad、VUENOSなど

## メディア
- 「極楽とんぼKAKERUTV」#67 (AbemaTV、2018年11月8日放送)
- 「アイドル@Utaten」 (2018年11月24日掲載[9])
- 「I LOVE みどりんご[10]」第89回[11] (2018年11月28日配信)
- 「河西里音の春夏秋冬voice★」 (調布FM、2018年12月24日放送)
- 「IDOL♡アカデミー(K・U・T )ノ爆」#69[12] (Kawaiian TV、2019年1月16日初回放送)
- 「ジャパコンProject ギルドフレンズ～飯田里穂の!世界へ?本気です!～」#11 (BSフジ、2019年2月15日放送)
- 「タイランドハイパーリンクス」 (2019年3月20日掲載[13])
- 「時東ぁみ presents アイドルチャリティーライブ“WIS”[14]」#2 (Music Japan TV、2019年4月18日初回放送)
- 「第67回 ザ よこはまパレード[15]」 (テレビ神奈川、2019年5月3日放送)
- 「おはよう!アイドルヒルズREMIX」（TOKYO MX、2020年2月21日放送）
- 「Girls Pop Paradise」（TOKYO MX、2020年10月4日放送）

## タイアップ
- 「I want to make everything“KiREI”」　映画「現代怪奇百物語」挿入歌